# Courcelles (Loiret)
Courcelles és un municipi francès, situat al departament del Loiret i a la regió de Centre – Vall del Loira. L'any 2007 tenia 274 habitants.

## Demografia

### Població
El 2007 la població de fet de Courcelles era de 274 persones. Hi havia 112 famílies, de les quals 24 eren unipersonals (24 dones vivint soles i 24 dones vivint soles), 48 parelles sense fills, 36 parelles amb fills i 4 famílies monoparentals amb fills.
La població ha evolucionat segons el següent gràfic:
Habitants censats

### Habitatges
El 2007 hi havia 160 habitatges, 109 eren l'habitatge principal de la família, 39 eren segones residències i 12 estaven desocupats. Tots els 160 habitatges eren cases. Dels 109 habitatges principals, 94 estaven ocupats pels seus propietaris i 15 estaven llogats i ocupats pels llogaters; 2 tenien dues cambres, 11 en tenien tres, 33 en tenien quatre i 63 en tenien cinc o més. 29 habitatges disposaven pel capbaix d'una plaça de pàrquing. A 46 habitatges hi havia un automòbil i a 57 n'hi havia dos o més.

### Piràmide de població
La piràmide de població per edats i sexe el 2009 era:
| Homes | Edats   | Dones |
| ----- | ------- | ----- |
| 0     | 95 o +  | 0     |
| 4     | 90 a 94 | 0     |
| 4     | 85 a 89 | 0     |
| 0     | 80 a 84 | 0     |
| 4     | 75 a 79 | 16    |
| 8     | 70 a 74 | 8     |
| 0     | 65 a 69 | 4     |
| 8     | 60 a 64 | 4     |
| 8     | 55 a 59 | 4     |
| 20    | 50 a 54 | 16    |
| 8     | 45 a 49 | 12    |
| 0     | 40 a 44 | 4     |
| 16    | 35 a 39 | 8     |
| 12    | 30 a 34 | 12    |
| 4     | 25 a 29 | 4     |
| 12    | 20 a 24 | 0     |
| 4     | 15 a 19 | 12    |
| 8     | 10 a 14 | 12    |
| 12    | 5 a 9   | 8     |
| 8     | 0 a 4   | 4     |

## Economia
El 2007 la població en edat de treballar era de 164 persones, 130 eren actives i 34 eren inactives. De les 130 persones actives 123 estaven ocupades (69 homes i 54 dones) i 7 estaven aturades (2 homes i 5 dones). De les 34 persones inactives 13 estaven jubilades, 13 estaven estudiant i 8 estaven classificades com a «altres inactius».

### Ingressos
El 2009 a Courcelles hi havia 118 unitats fiscals que integraven 286 persones, la mediana anual d'ingressos fiscals per persona era de 19.764 €.

### Activitats econòmiques
Dels 7 establiments que hi havia el 2007, 2 eren d'empreses de construcció, 1 d'una empresa de comerç i reparació d'automòbils, 1 d'una empresa d'informació i comunicació i 3 d'empreses de serveis.
Dels 3 establiments de servei als particulars que hi havia el 2009, 1 era un paleta, 1 lampisteria i 1 electricista.
L'any 2000 a Courcelles hi havia 6 explotacions agrícoles que ocupaven un total de 744 hectàrees.

## Poblacions més properes
El següent diagrama mostra les poblacions més properes.